# Église Saint-Jean-Baptiste-et-Saint-Jean-l'Évangéliste de Cracovie
Pour les articles homonymes, voir Église Saint-Jean.
L'église Saint-Jean-Baptiste et Saint-Jean-l'Évangéliste de Cracovie (en polonais Kościół św. Jana Chrzciciela i św. Jana Ewangelisty) est une église catholique située dans la partie nord de la vieille ville de Cracovie.

## Histoire
L'église a été fondée en tant que collégiale romane par Piotr Włostowic vers 1100. Vers 1300, c'était une église filiale de l'église Sainte-Marie de Cracovie avant d'avoir sa propre paroisse à partir de 1325. Au XVIIe siècle, l'église a été remaniée dans le style baroque et consacrée à nouveau en 1659.

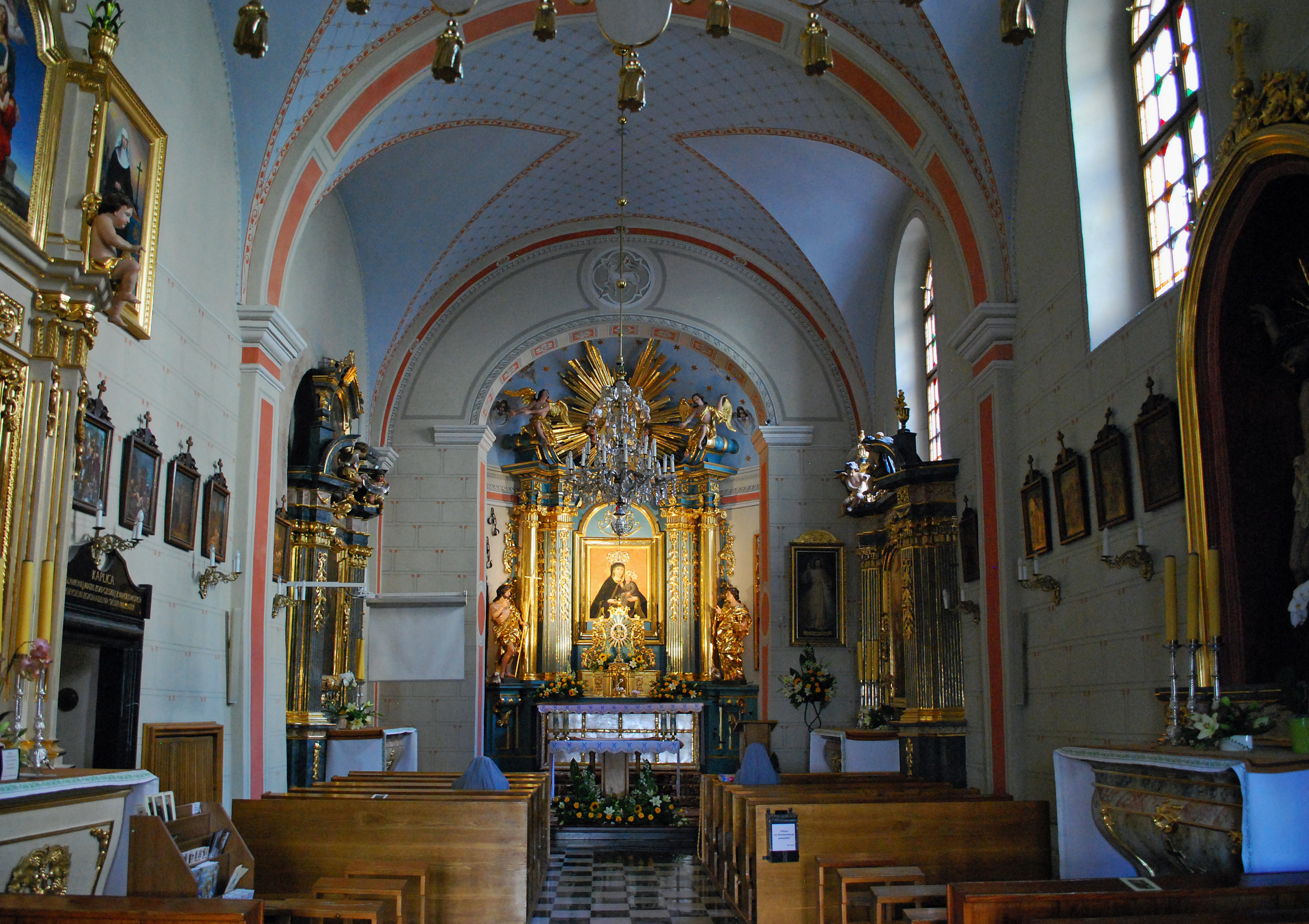
Nef, chœur et abside.
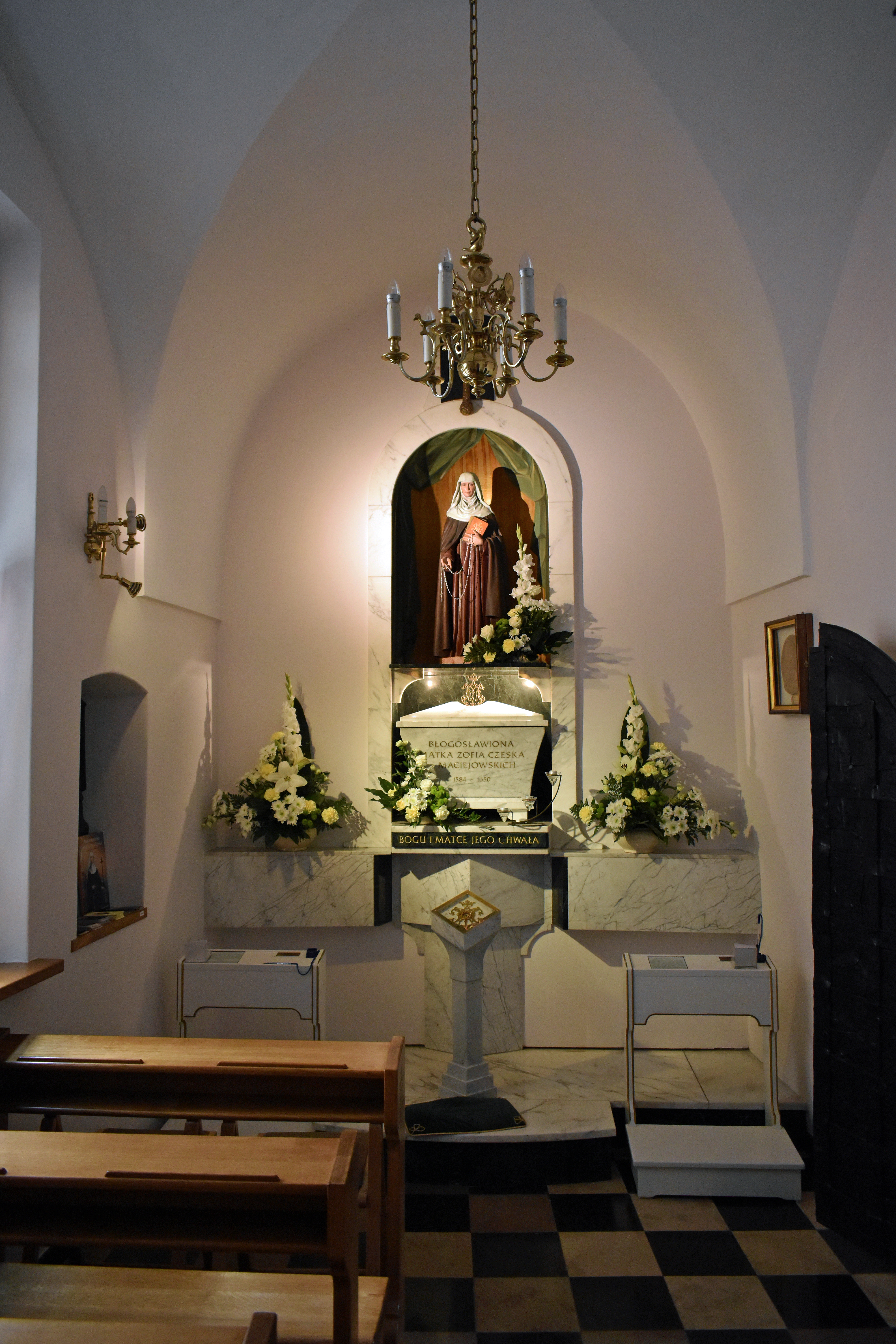
Chapelle de la Bse Zofia Czeska.
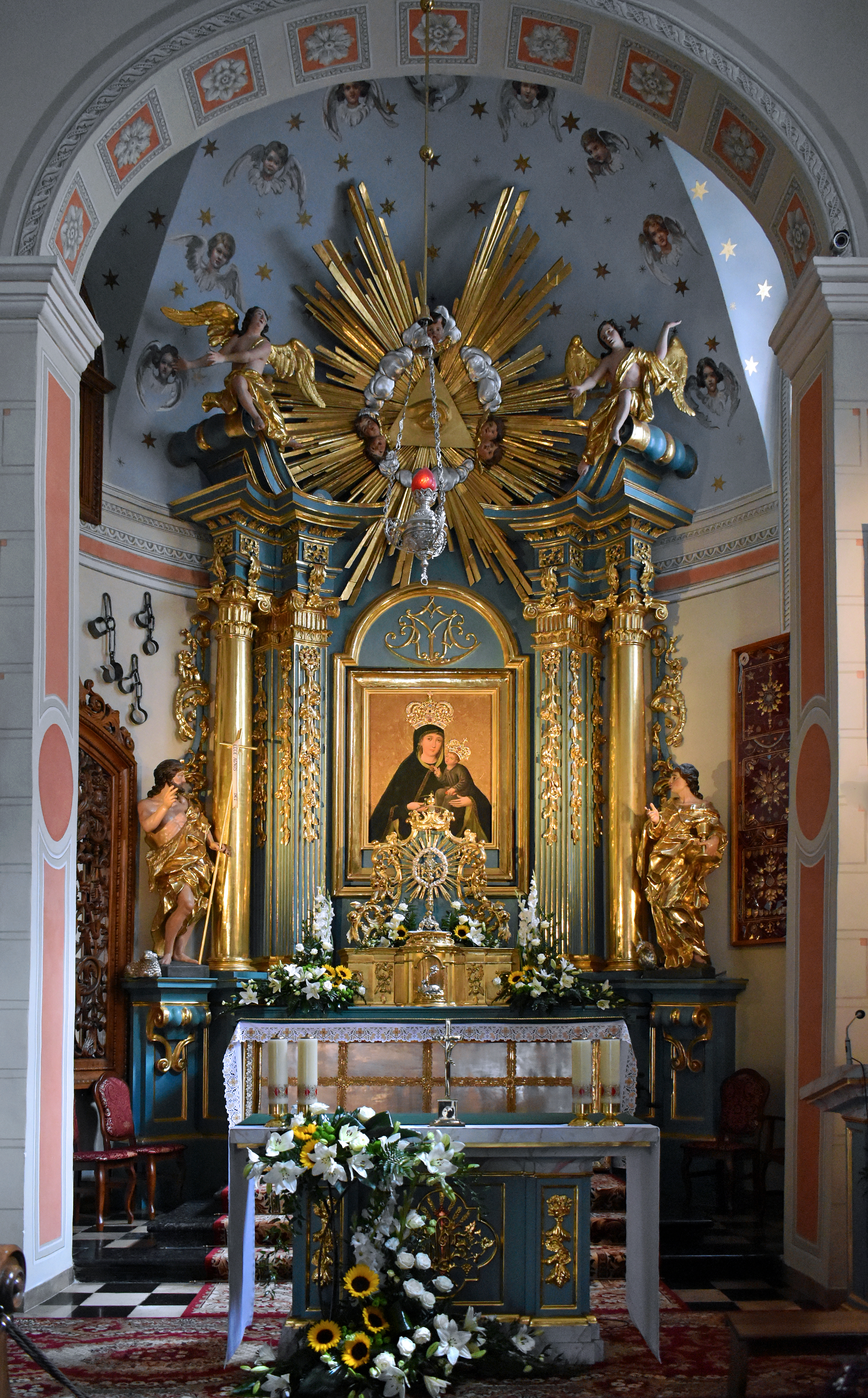
Le chœur
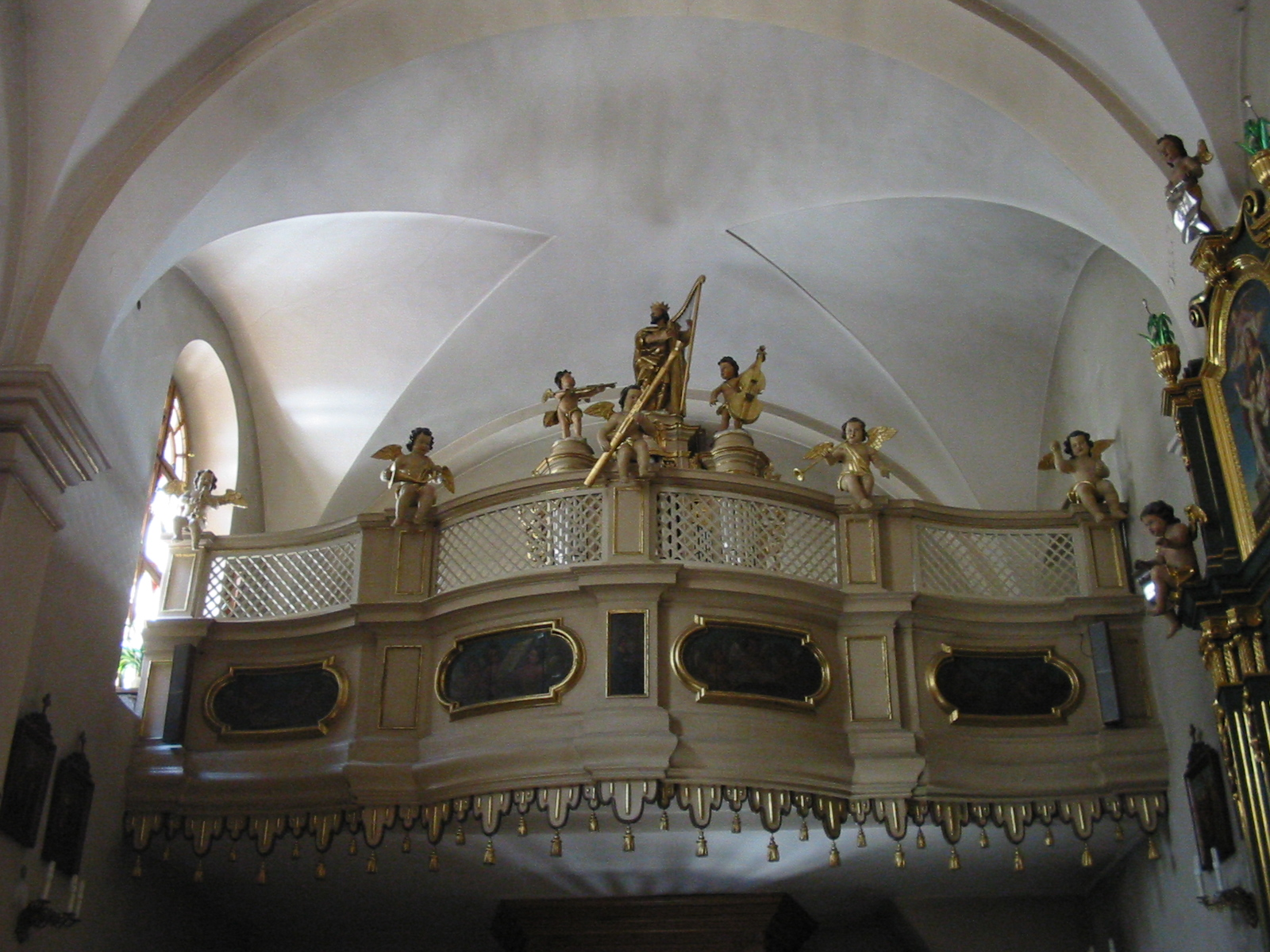
Orgue et chœur